# كمون متجهي
في حساب المتجهات، الكمون الإتجاهي هو حقل متجهي ودورانه عبارة عن حقل متجهي. وهذا مماثل للكمون القياسي (العددي)، وهو حقل قياسي وتدرجه عبارة عن حقل متجهي.
الصيغة الرياضية :
لحقل متجهي v، الكمون الإتجاهي هو حقل متجهي A بحيث أن :
{\displaystyle \mathbf {v} =\nabla \times \mathbf {A} }
النتيجة :
إذا كان الحقل المتجهي v يُعطي حقل متجهي A، وبمعرفة أن تباعد الدوران (Divergence of the curl) يساوي صفر :
{\displaystyle \nabla \cdot \mathbf {v} =\nabla \cdot (\nabla \times \mathbf {A} )=0}
{\displaystyle \nabla \cdot (\nabla \times \mathbf {A} )=0}
وهذا يقتضي أن يكون v حقل متجهي لولبي(solenoidal vector field)، أي أن قيمة التباعد عند أي نقطة في المجال تساوي صفر.
النظرية:
ليكن v (متجه في فضاء ثلاثي الأبعاد) حقل متجهي لولبي قابل للإشتقاق مرتين بشكل متصل. افترض أن v(x) ينقص بسرعة كافية كلما ذهبت ||x|| للمالانهاية :
{\displaystyle \mathbf {A} (\mathbf {x} )={\frac {1}{4\pi }}\int _{\mathbb {R} ^{3}}{\frac {\nabla _{y}\times \mathbf {v} (\mathbf {y} )}{\left\|\mathbf {x} -\mathbf {y} \right\|}}\,d^{3}\mathbf {y} .}
و A عبارة عن كمون إتجاهي لـ v :
{\displaystyle \nabla \times \mathbf {A} =\mathbf {v} }
تعميم لهذه النظرية هو تحليل هلمهولتز الذي ينص على أن أي حقل إتجاهي يمكن أن يتم تحليله كمجموع حقل متجهي لولبي وحقل متجهي لا دوراني.
عدم التفرد:
الكمون الإتجاهي لمتجه لولبي ليس وحيد. إذا كان A كمون إتجاهي لـ v ، إذن ({\displaystyle \mathbf {A} +\nabla f}) هو كذلك كمون إتجاهي ، حيث f عبارة عن أي اقتران عددي متصل قابل للإشتقاق. وهذا يتبع لحقيقة أن قيمة دوران التباعد هي صفر.